# مزدا زیداس ۶

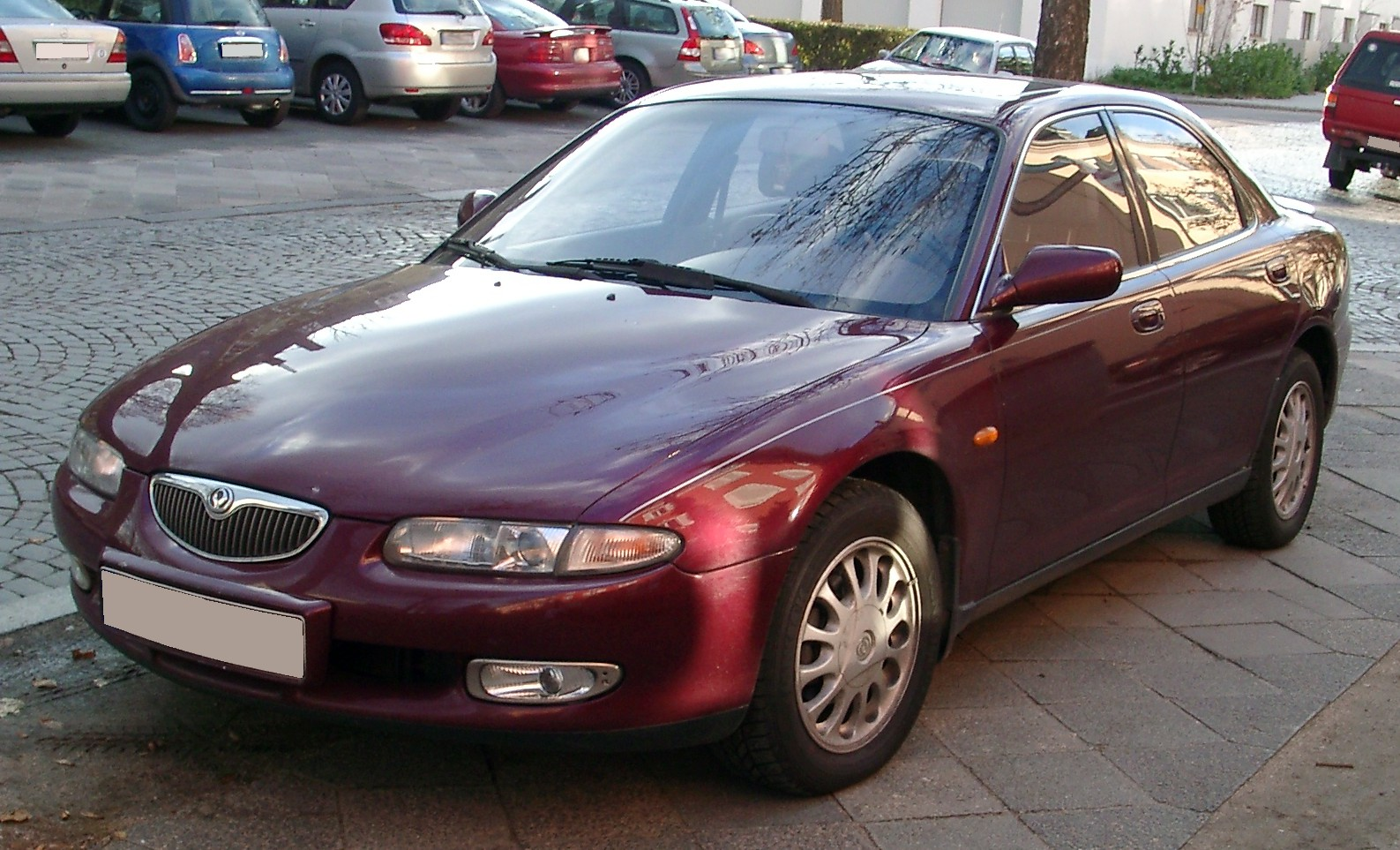

مزدا زیداس ۶ (Mazda Xedos ۶) خودرویی است که در سال‌های ۱۹۹۲ تا ۱۹۹۹۱۹۹۳-۱۹۹۹ (model years)تولید شده‌است.